# آرن‌تورپ
آرن‌تورپ (به سوئدی: Arentorp) یک منطقهٔ مسکونی در سوئد است که در وارا مونیکیپلیتی واقع شده‌است. آرن‌تورپ ۰٫۵۸ کیلومتر مربع مساحت و ۴۷۲ نفر جمعیت دارد.